# Ephies nagaii
Ephies nagaii är en skalbaggsart som beskrevs av Nobuo Ohbayashi och Satô 1982. Ephies nagaii ingår i släktet Ephies och familjen långhorningar. Inga underarter finns listade i Catalogue of Life.